# Ramazzotti
Ramazzotti je italský bylinný likér, charakteristického aroma a jemnou chutí. Vyrábí se z 33 bylin, kořenů a ze sladké či hořké kůry pomerančů. Tento likér poprvé vyrobil roku 1815 milánský lékárník Ausano Ramazzotti. Obsahuje 30 % alkoholu. Likér se vyráběl v rodinném podniku Ramazzotti, který roku 1985 převzala firma Pernod – Ricard.